# NGC 4412
NGC 4412 (другие обозначения — UGC 7536, MCG 1-32-62, ZWG 42.104, VCC 921, IRAS12240+0414, PGC 40715) — галактика в созвездии Девы.
На основе спектра ядра эта галактика относится к сейфертовским типа 2. При этом особенности, указывающие на активность ядра, трудно различить из-за излучения окружающих частей галактики, так что может быть ошибочно принята за галактику типа LINER, если анализировать спектр слишком широкой области вокруг ядра. Оценки параметров ориентации галактики в пространстве (наклона и позиционного угла), сделанные фотометрически и кинематически, хорошо согласуются друг с другом, оценки позиционного угла отличаются лишь на 6°. Кривая вращения имеет правильную, симметричную форму.
Этот объект входит в число перечисленных в оригинальной редакции «Нового общего каталога».